# Encephalartos hirsutus
Encephalartos hirsutus es una especie de Cycadopsida del género Encephalartos, de la familia Zamiaceae, del orden Cycadales.

## Distribución
Encephalartos hirsutus se distribuye por Sudáfrica (Limpopo).

## Taxonomía
Fue descrita científicamente por P.J.H.Hurter. Fue publicado por primera vez en P.J.H.Hurter. In: S. African J. Bot. 62(1): 46-48, fig. 1. (1996).